# Giuseppe Mazzafaro
Giuseppe Mazzafaro (* 11. února 1955 Neapol) je italský římskokatolický duchovní a biskup Cerreto Sannita-Telese-Sant'Agata de' Goti.

## Život
Narodil se 11. února 1955 v Neapoli.
Připojil se ke Komunitě Sant'Egidio a po střední škole pracoval jako obchodní zástupce. Roku 1995 vstoupil do arcibiskupského semináře v rodném městě. Po studiu teologie byl 11. října 2000 kardinálem Michele Giordanem vysvěcen na kněze a inkardinován do neapolské arcidiecéze. Stal se farním vikářem baziliky Santa Maria a Pugliano v Ercolano a byl zodpovědný za formaci mládeže Komunity Sant'Egidio. Od roku 2005 byl farářem farnosti svaté Kateřiny ve stejném městě a roku 2010 byl přemístěn do farnosti Santa Maria dei Miracol v Neapoli.
Roku 2011 byl jmenován osobním sekretářem kardinála Crescenzia Sepe. Působil v charitativních službách arcidiecéze a jako předseda asistenčního výboru náboženských institucí. Byla mu svěřena farnost San Gennaro all'Olmo a služba poradce biskupské rady.
Dne 7. května 2021 jej papež František jmenoval biskupem Cerreto Sannita-Telese-Sant'Agata de' Goti. Biskupské svěcení přijal 12. června z rukou kardinála Crescenzia Sepe a spolusvětiteli byli arcibiskup Domenico Battaglia a arcibiskup Vincenzo Paglia.